# Da Quarto a Torino
(Luciano Bianciardi nell'introduzione al libro)
Da Quarto a Torino. Breve storia della spedizione dei Mille è un libro del 1960 dello scrittore Luciano Bianciardi.
È la terza opera dell'autore grossetano, primo del filone risorgimentale bianciardiano, tema molto caro allo scrittore che svilupperà nei successivi La battaglia soda (1964), Daghela avanti un passo! (1969) e Garibaldi (1972). L'opera si presenta come un ibrido a metà tra la narrativa e il saggio di divulgazione storica.
La Feltrinelli intendeva pubblicare un'opera che raccontasse la spedizione dei Mille in occasione del centenario dell'unità d'Italia e aveva inizialmente incaricato lo scrittore Manlio Cancogni, il quale dovette però rinunciare a favore della sua nomina a corrispondente da Parigi dell'Espresso; l'incarico fu passato a Bianciardi, che Cancogni sapeva particolarmente interessato alla storia risorgimentale. Bianciardi dedicò infatti l'opera al padre Atide, il quale aveva avviato l'interesse del figlio per il Risorgimento regalandogli una copia del libro I Mille di Giuseppe Bandi, garibaldino maremmano.

## Trama
Il libro ripercorre le vicende di Garibaldi e della spedizione dei Mille che hanno portato all'unità d'Italia.

## Edizioni
- Luciano Bianciardi, Da Quarto a Torino. Breve storia della spedizione dei Mille, I Fatti e le Idee, Feltrinelli, 1960.
- Luciano Bianciardi, Da Quarto a Torino. Breve storia della spedizione dei Mille, Universale Economica, Feltrinelli, 1982.
- Luciano Bianciardi, Da Quarto a Torino. Breve storia della spedizione dei Mille, ExCogita, 2010,  p. 172.